# El Portalet
El Portalet és un pont de Tivissa (Ribera d'Ebre) que forma part de l'Inventari del Patrimoni Arquitectònic de Catalunya.

## Descripció
Petit pont situat a la planta baixa d'un cos mitger entre el Museu del Bast i Ca la Vila, al nucli de Llaberia. S'obre en forma d'arc escarser de pedra irregular disposada a plec de llibre. Una part està coberta amb bigues de fusta. El carrer que transcorre sota el pont és de pendent descendent.
Està situat entre el Museu del Bast i l'antic forn de pa.